# ジェイソン・マクラフリン
ジェイソン・マクラフリン（Jason McLaughlin、1982年4月14日 - ）は、アメリカ合衆国ユタ州出身の元サッカー選手。登録ポジションはMF、FW 。

## 来歴
2009年に所属したポートランド・ティンバーズでは、元日本代表の鈴木隆行のチームメイトとなり、2018年1月13日に日本で行われた鈴木の引退試合に参加し、2得点を挙げ試合を盛り上げた。